# 河合雅司
河合 雅司（かわい まさし、1963年（昭和38年) - ）は日本のジャーナリストで、産経新聞論説委員を務めた。

## 来歴
愛知県名古屋市で生まれ、中央大学を卒業し、産経新聞社で政治部、論説委員を務める。政治部記者として人口政策や社会保障政策を扱い、内閣官房有識者会議、厚生労働省検討会、農林水産省第三者委員会の各委員、日本医師会「赤ひげ大賞」選考委員、大正大学客員教授、を務める。
「少子高齢時代」について、産経新聞で2011年（平成23年）6月から毎月1回連載する。日本政府の社会保障と税一体改革による「2025年問題」対策や団塊ジュニア世代が高齢者となる「2042年問題」を伝える『未来の年表 人口減少日本でこれから起きること』を2017年に上梓して38万部を売り上げ、イギリスのテレビ局チャンネル5から取材される。
日本の医療貢献が世界に果たした役割を紹介して安倍晋三政権が推進する「国際医療」の進むべき方向性を示した産経新聞の連載「世界に挑む　日の丸医療」が、「着眼点と啓発性に優れており、勉強になる記事」と日本医師会石川広己常任理事らから評価され、道丸摩耶、山口暢彦の両記者と連名で「ファイザー医学記事賞」大賞を2014年（平成26年）9月18日に受賞した 。

## 主張
少子高齢の影響について、「2040年代初頭に低年金、無年金という人がたくさん出てくる」と予測する。
2042年に本邦の高齢者人口は、3878万人と過去最大数を迎える。その核である団塊ジュニア世代は、就職氷河期と重なり収入などで希望職種に就いておらず、団塊の世代に比べて結婚数や出産数が少なく未婚者が多いため、彼らを支える次世代数が少ない。
この「2042年問題」は「2025年問題」よりも深刻かつ危機的で、「年金の支給開始年齢の引き上げ」「出生率目標を掲げた少子化対策」「2042年に社会の中心となる現在の10代、20代に問題意識を持たせる」ことを対策として提案する。
少子化に対策しなければ日本の総人口は、2017年の1億2656万人から、100年以内に約5000万人、300年後に約450万人、と激減して日本人は“絶滅危惧種”になる、と主張する。

## 著書

### 単著
- 『日本の少子化 百年の迷走 ― 人口をめぐる「静かなる戦争」』新潮社（新潮選書）、2015年
- 『未来の年表1　人口減少日本でこれから起きること』講談社（講談社現代新書）、2017年
- 『未来の年表２　人口減少日本であなたに起きること』講談社（講談社現代新書）、2018年
- 『未来の呪縛 日本は人口減から脱出できるか』中央公論新社（中公新書ラクレ）、2018年
- 『未来の地図帳　人口減少日本で各地に起きること』講談社（講談社現代新書）、2019年
- 『河合雅司の未来透視図 目前に迫るクライシス2040』ビジネス社、2019年
- 『「2020」後新しい日本の話をしよう』講談社、2020年
- 『全予測2020年代の日本　図解・未来の年表』講談社、2020年
- 『未来を見る力 人口減少に負けない思考法』PHP研究所（PHP新書）、2020年
- 『コロナ後を生きる逆転戦略 縮小ニッポンで勝つための30カ条』文藝春秋（文春新書）、2021年
- 『世界100年カレンダー　少子高齢化する地球でこれから起きること』朝日新聞出版（朝日新書）、2021年
- 『未来のドリル コロナが見せた日本の弱点』講談社（講談社現代新書）、2021年
- 『未来の年表 業界大変化　瀬戸際の日本で起きること』講談社（講談社現代新書）、2022年

### 共著
- 『人口減少時代の読み方』産経新聞出版、2006年（平成18年）
- 『中国人国家ニッポンの誕生 ― 移民栄えて国滅ぶ』ビジネス社、2014年 - 西尾幹二編集、関岡英之、河添恵子らと共著
- 『医療百論2015』東京法規出版、2015年
- 『地方消滅と東京消滅日本を再生する8つの提言』ビジネス社、2015年 - 増田寛也と共著
- 『2030年の東京』祥伝社新書、2022年 - 牧野知弘と共著